# Првенство Источне Азије
Првенство Источне Азије је фудбалско такмичење за све територије и државе које се налазе на територији Источне Азије. Организатор је фудбалска федерација Источне Азије.
Пре оснивања овог првенства постојао је Куп Династија. То такмичење је псотојало до 2002. године и тамо су учествовале само четири најбоље репрезентације са тог региона. Првенство постоји у мушком и женском фудбалу.

## Мушки турнир
| Година      | Домаћин                       | Победник       | Другопласирани | Треће место      | Четврто место    |
| ----------- | ----------------------------- | -------------- | -------------- | ---------------- | ---------------- |
| 2003 Детаљи | Хонгконг · Јапан              | · Јужна Кореја | · Јапан        | · Кина           | · Хонгконг       |
| 2005 Детаљи | Република Кина · Јужна Кореја | · Кина         | · Јапан        | · Северна Кореја | · Јужна Кореја   |
| 2008 Детаљи | Макао · Кина                  | · Јужна Кореја | · Јапан        | · Кина           | · Северна Кореја |
| 2010 Детаљи | Гвам · Република Кина · Јапан | · Кина         | · Јужна Кореја | · Јапан          | · Хонгконг       |
| 2013 Детаљи | Јужна Кореја                  | · Јапан        | · Кина         | · Јужна Кореја   | · Аустралија     |
| 2015 Детаљи | Кина                          |                |                |                  |                  |